# 白面鷺
白面鹭（學名：Egretta novaehollandiae），又稱白面鷺，是澳大利亞跟大洋洲大部分地區常見的鳥類，包括新幾內亞、托雷斯海峽的島嶼、印度尼西亞、紐西蘭，以及除最乾旱地區外的整個澳大利亞。
它是一種中等大小的鷺，顏色淡淡的、略帶藍灰色，有黃色的腿和白色的面部標記。幾乎可以在靠近淺水的任何地方找到它，不論是淡水還是鹽水，雖然在被打擾時會立即展開長長的、慢速拍打的翅膀離開現場，但它會大膽地襲擊郊區的魚塘。

## 分類學
白臉鷺於1790年由英國鳥類學家約翰·萊瑟姆正式描述。他將其歸於蒼鷺屬（Ardea）鷺類，並創造了雙名法 Ardea novaehollandiae。 萊瑟姆的描述是基於1789年新南威爾士州首任總督亞瑟·菲利普在他的書The Voyage of Governor Phillip to Botany Bay中描述和插圖的“白額鷺”。
歷史上它被認為與蒼鷺屬（Ardea）有密切關係，但有一段時間它被單獨歸於一個屬——Notophoyx——因為缺乏該屬典型的羽毛。 在美國鳥類學家沃爾特·J·博克對鷺科家族的評論中，他將白臉鷺歸入蒼鷺屬（Ardea），認為其與白頸鷺有關，並將其同義化為Notophoyx。 同樣，瑞典自然學家凱·庫里-林德爾認為該物種是蒼鷺屬（Ardea）的一個侏儒成員。 羅伯特·B·佩恩和克里斯托弗·J·里斯利（Christopher J. Risley）將白臉鷺歸入白鷺屬（Egretta），因其骨骼解剖結構更像鷺類而不是蒼鷺類。他們指出博克並未給出將該物種歸入蒼鷺屬（Ardea）的理由，並認為其最親近的親屬是小藍鷺 （Egretta caerulea），因其羽毛和頭骨的相似性。 弗雷德里克·謝爾頓在1987年的一項研究中使用DNA-DNA雜交技術確認白臉鷺是鷺科的一員。
澳大利亞的亞種E. n. novaehollandiae和E. n. parryi，來自新喀里多尼亞的E. n. nana以及伊里安查亞的E. n. austera曾被描述過，但現在在分類學上不再被承認。
外觀和行為更接近於白鷺屬（Egretta）屬。
南澳大利亞下墨累地區的恩加林傑瑞人稱其為krawli。

## 描述

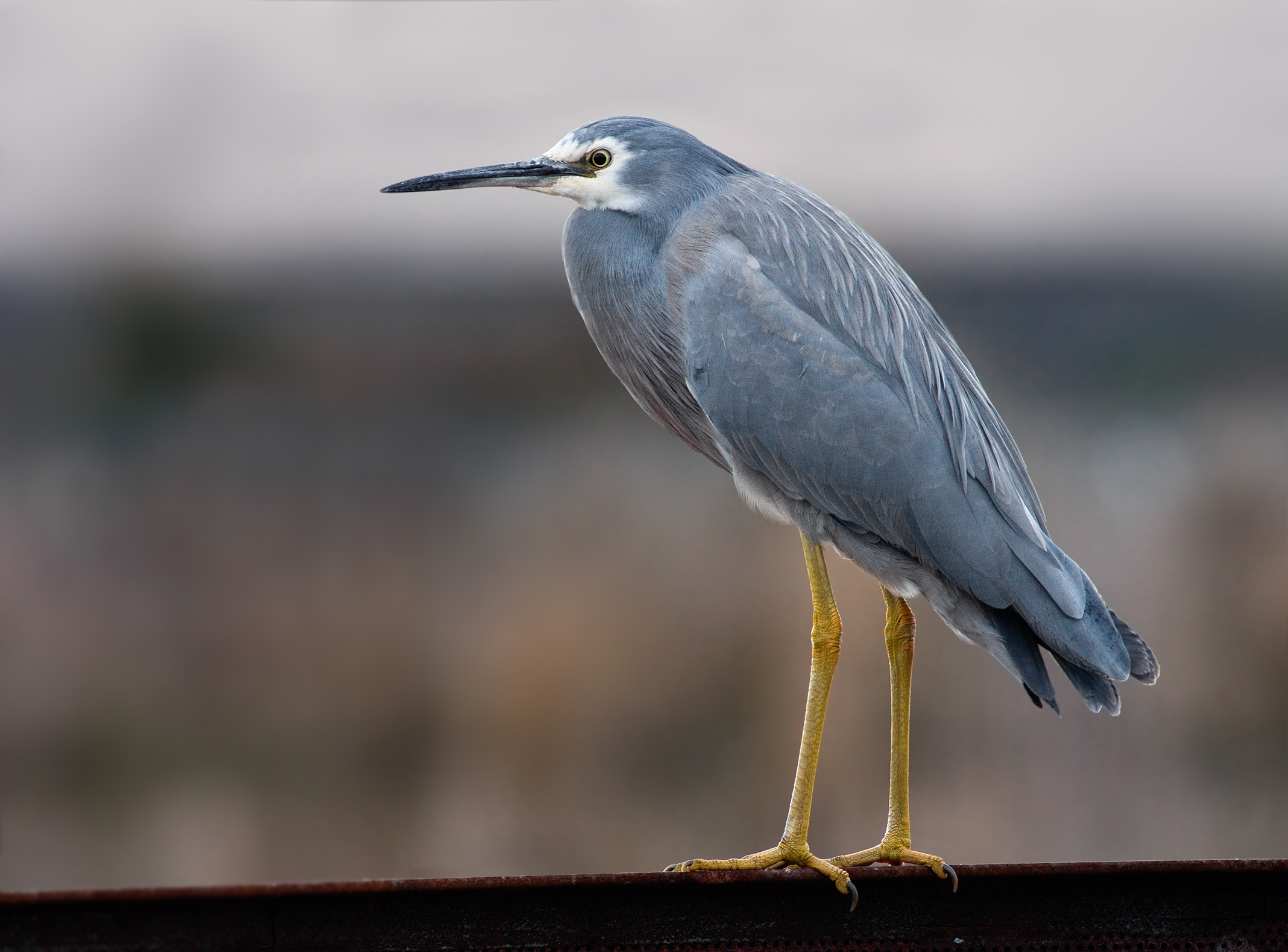
非繁殖羽

成年白臉鷺在其科中屬於中等大小，大部分呈淡藍灰色。額頭、頭頂、下巴和上喉嚨是白色的。頭頂的圖案是可變的，有時白色會延伸到脖子上；這種變化使得個體識別成為可能。 虹膜可能是灰色、綠色、暗黃色或肉桂色。 頭部眼睛與喙之間的區域（眼紋）是黑色的。喙是黑色的，通常在基部呈淡灰色。 在繁殖季節，粉紅褐色或青銅色的繁殖羽會出現在前頸和胸部，藍灰色的羽毛則會出現在背部。
成鳥通常重550 g（1.21磅）， 高度範圍為60至70 cm（24—28英寸）。
未成熟的鳥類呈淡灰色，只有喉嚨是白色的， 並且經常在下半身有紅色。 雛鳥通常覆蓋著灰色的絨毛。

## 分布與棲地
白臉鷺分布於大部分澳大拉西亞地區，包括新幾內亞、托雷斯海峽的島嶼、印度尼西亞、新喀里多尼亞、紐西蘭、亞南極的島嶼以及除最乾旱地區外的整個澳大利亞。該物種現在居住在聖誕島，但尚未有繁殖記錄。它也常見於龍目島、弗洛勒斯島和松巴哇島， 並曾作為迷鳥出現在中國、 科科斯群島和所羅門群島。 它大多在冬季訪問北領地。 它在1940年代末自我引入到紐西蘭。 它是唯一被記錄在塔斯馬尼亞繁殖的鷺類。
白臉鷺在當地是遊動性的，發現於淡水和鹹水濕地、農場水壩、牧場、草地、農作物地、海岸、鹽沼、潮間帶泥灘、船港、海灘、高爾夫球場、果園或花園魚塘。 它在澳大利亞受1974年國家公園和野生動物法保護。

## 行為

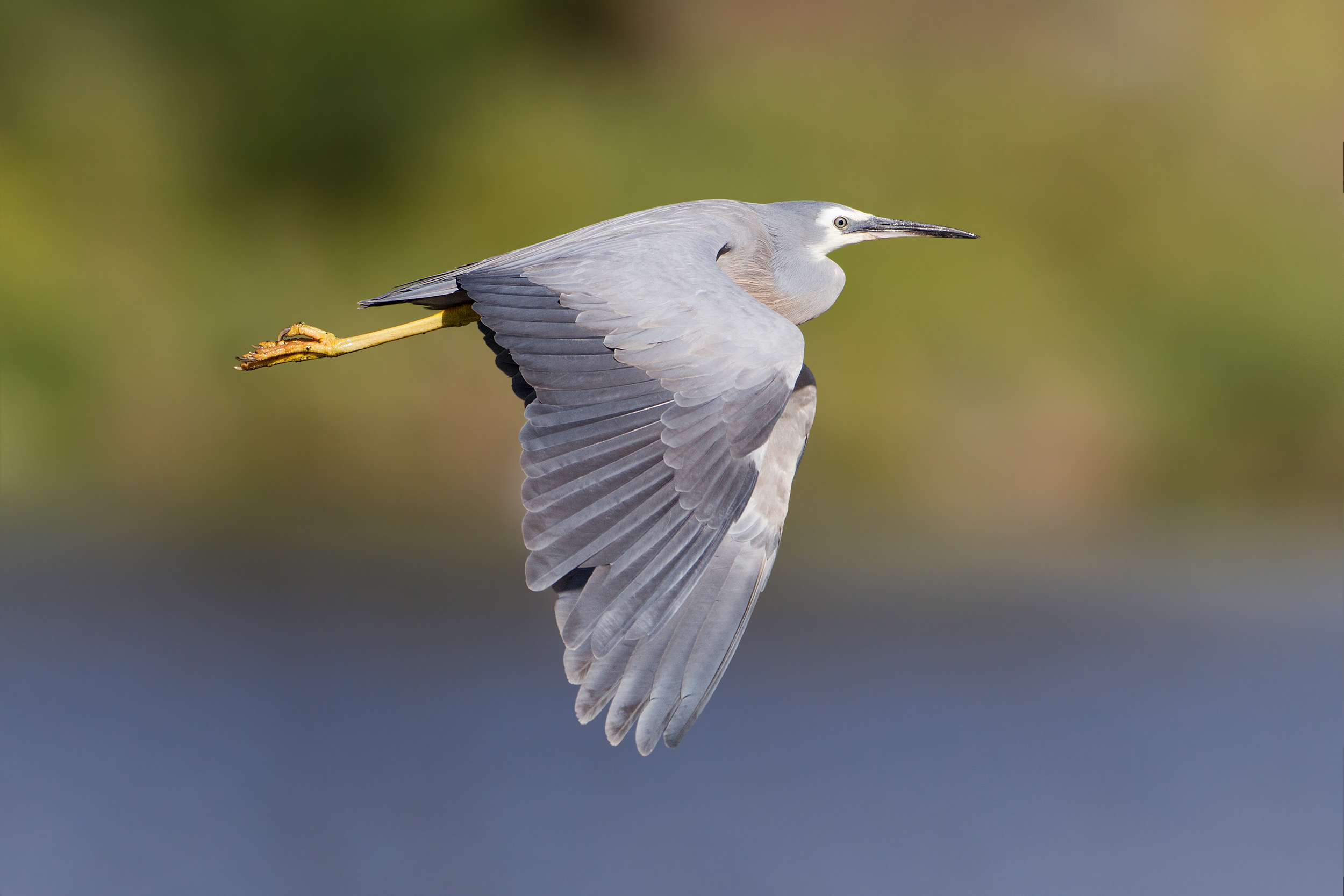
In flight, Tasmania

白臉鷺通常棲息在柵欄柱、樹木、電話杆和房頂上。 它的飛行緩慢而上下起伏。

### 叫聲
白臉鷺最常見的叫聲是一種沙啞的低鳴或咕咕聲， graak 或 graaw，通常在飛行、互動或遭遇攻擊性時發出。 另一種叫聲，gow, gow, gow 通常在返回巢時發出。 高音的 wrank, oooooooooh 或 aaarrrgh 叫聲作為警報聲發出。

### 繁殖
繁殖通常在南半球的春季進行，但該鳥可能會在其他時間因降雨而繁殖。 繁殖主要發生在澳大利亞南部，其他時間該鳥會散布到很遠的地方。 雌雄共同分擔築巢、孵蛋和照顧幼鳥的任務。 鳥巢是一個不整潔的淺碗，由樹枝製成，通常放置在5-12米高的有葉樹枝上， 從海平面到超過1000米的高度。 繁殖期間，鳥類在脖子、頭部和背部會有長羽毛（繁殖羽）。 典型的巢有三到五個淡藍色的蛋， 平均大小為48.5×35毫米。 通常每年只孵育一窩。 孵化期約為25天。 父母會保護雛鳥3-4週，雛鳥在孵化後40天會飛行。 典型的雛鳥掠食者包括笑翠鳥、澳洲鐘鵲、鷹和貓頭鷹。

### 覓食
白臉鷺吃大部分小型水生生物， 它們的多樣化飲食包括魚類、青蛙、小型爬行動物和昆蟲。 它使用多種技術尋找食物，包括靜立等待獵物移動（無論在水中還是陸地上經常使用一種獨特的節奏性頸部運動）、在淺水中慢行、揮動翅膀、腳刨或甚至張開翅膀追逐獵物。 白臉鷺通常單獨或在小群體中獨立覓食。 白臉鷺在繁殖季節通常具有領域性，但在非繁殖季節尤其是雨後或洪水後可能會成群覓食。